# Гебло
Гебло (пол. Giebło) — село в Польщі, у гміні Огродзенець Заверцянського повіту Сілезького воєводства.
Населення — 690 осіб (2011).
У 1975-1998 роках село належало до Катовицького воєводства.

## Демографія
Демографічна структура станом на 31 березня 2011 року:
|          | Загалом | Допрацездатний вік | Працездатний вік | Постпрацездатний вік |
| -------- | ------- | ------------------ | ---------------- | -------------------- |
| Чоловіки | 346     | 63                 | 230              | 53                   |
| Жінки    | 344     | 46                 | 209              | 89                   |
| Разом    | 690     | 109                | 439              | 142                  |